# Aimee Fuller
Aimee Nicole E. Fuller (* 21. Juli 1991 in Bromley) ist eine ehemalige britische Snowboarderin. Sie startete in den Freestyledisziplinen und nahm an zwei Olympischen Winterspielen sowie drei Snowboard-Weltmeisterschaften teil.

## Werdegang
Fuller nahm von 2007 bis 2018 an Wettbewerben der World Snowboard Tour und der FIS teil. Dabei startete sie im Januar 2010 in Calgary erstmals im Snowboard-Weltcup und errang dabei den achten Platz im Slopestyle. Im Oktober 2010 errang sie beim Pleasure Jam in Schladming den zweiten Platz im Slopestyle. In der Saison 2011/12 siegte sie im Slopestyle beim Pleasure Jam in Schladming und wurde beim Roxy Snow Pro in Saalbach Dritte sowie beim Nescafe Champs Leysin Zweite im Slopestyle. Zudem kam sie bei den Winter-X-Games-Europe 2012 in Tignes auf den neunten Platz im Slopestyle. Nach Platz eins im Slopestyle beim Pleasure Jam in Schladming zu Beginn der Saison 2012/13, wurde sie bei den Winter-X-Games 2013 in Aspen Achte im Slopestyle und bei den Winter-X-Games-Europe 2013 in Tignes Sechste im Slopestyle. In der Saison 2013/14 belegte sie beim Pleasure Jam den dritten Platz, bei den Winter-X-Games 2014 den siebten Rang und bei den Olympischen Winterspielen 2014 in Sotschi den 17. Platz. 
Im folgenden Jahr errang Fuller bei den Weltmeisterschaften am Kreischberg den siebten Platz im Slopestyle und beim Spring Battle in Flachauwinkl den dritten Platz im Slopestyle. Nach Platz zwei im Big Air beim Ale Invite in der Saison 2015/16, belegte sie bei den Snowboard-Weltmeisterschaften 2016 in Yabuli jeweils den 13. Platz im Slopestyle sowie im Big Air und erneut den dritten Platz beim Spring Battle in Flachauwinkl. In der Saison 2016/17 kam sie im Weltcup fünfmal unter die ersten Zehn und erreichte mit dem 12. Platz im Freestyle-Weltcup, mit dem zehnten Rang im Big-Air-Weltcup sowie mit dem fünften Platz im Slopestyle-Weltcup ihre besten Gesamtergebnisse. Beim Saisonhöhepunkt, den Snowboard-Weltmeisterschaften 2017 in der Sierra Nevada, belegte sie den 18. Platz im Big Air und den 14. Rang im Slopestyle. In der folgenden Saison kam sie bei den Olympischen Winterspielen 2018 in Pyeongchang auf den 25. Platz im Big Air sowie auf den 17. Rang im Slopestyle und absolvierte in Mönchengladbach ihren 22. und damit letzten Weltcup, welchen sie auf dem 11. Platz im Big Air beendete.

## Teilnahmen an Weltmeisterschaften und Olympischen Winterspielen

### Olympische Winterspiele
- 2014 Sotschi: 17. Platz Slopestyle
- 2018 Pyeongchang: 17. Platz Slopestyle, 25. Platz Big Air

### Snowboard-Weltmeisterschaften
- 2015 Kreischberg: 7. Platz Slopestyle
- 2016 Yabuli: 13. Platz Slopestyle, 13. Platz Big Air
- 2017 Sierra Nevada: 14. Platz Slopestyle, 18. Platz Big Air

## Weltcup-Gesamtplatzierungen
| Saison  | Freestyle | Freestyle | Slopestyle | Slopestyle | Big Air | Big Air |
| Saison  | Punkte    | Platz     | Punkte     | Platz      | Punkte  | Platz   |
| ------- | --------- | --------- | ---------- | ---------- | ------- | ------- |
| 2012/13 | 116       | 73.       | 116        | 34.        | –       | –       |
| 2013/14 | 750       | 30.       | 750        | 13.        | –       | –       |
| 2015/16 | 720       | 34.       | 720        | 14.        | –       | –       |
| 2016/17 | 2430      | 12.       | 1648,5     | 5.         | 1210    | 10.     |
| 2017/18 | 390       | 69.       | –          | –          | 390     | 33.     |